# 미셸 보벨
미셸 보벨(프랑스어: Michel Vovelle, 1933년 2월 6일~2018년 10월 6일)은 프랑스의 역사학자로 주로 프랑스 혁명을 전문적으로 연구했다.
보벨은 샤르트르 근교의 갈라르동에서 태어났으며, 리세 루이르그랑 고등학교과 리세 앙리카트르, 생클루 고등사범학교, 파리 대학교에서 수학했다. 1956년에 역사학 교수자격시험(아그레가시옹)에 합격했으며, 1963년에 마라의 저작을 편집한 첫 저서를 출간했다.
보벨은 1971년 박사학위 논문에서 1680년부터 1790년까지 프로방스 지방의 종교 의례 쇠퇴 현상을 분석했다. 《현대 프랑스의 새로운 역사》(Nouvelle histoire de la France contemporaine) 시리즈의 한 권으로 《군주정의 몰락, 1787-1792》(La Chute de la monarchie, 1787–1792, 1972년)를 집필했으며, 1976년에는 《종교와 혁명: 혁명력 2년의 탈기독교화》(Religion et Révolution: La Déchristianisation de l'an II)를 출간했다. 학자로서 대부분의 시간을 프로방스 대학교에서 보냈으며, 1983년에는 파리 대학교의 프랑스 혁명사 석좌교수로 임명되었다.
1983년 미셸 보벨은 프랑스 혁명 박물관의 과학기술위원회 위원장이 되었다. 그는 프랑스 공산당과 긴밀한 관계를 맺고 있었다.

## 수상

### 수훈
- 국가공로훈장 오피시에급(1994년)

## 더 읽어보기
- Colin Lucas, Lynn Hunt and Donald Sutherland, 'Commentaries on the Papers of William Doyle and Michel Vovelle', French Historical Studies, Vol. 16, No. 4 (Autumn, 1990), p. 756–765.